# Dub špičatolistý
Dub špičatolistý (Quercus acutissima) je opadavý strom dorůstající výšky okolo 15 metrů. Pochází ze střední a východní Asie a Indočíny a má listy podobné kaštanovníku. V Česku je zřídka pěstován jako parkový strom.

## Popis
Dub špičatolistý je opadavý strom dorůstající výšky 6 až 15, v domovině až 30 metrů. Koruna je kuželovitá, později okrouhlá a rozvolněná. Kmen může dosáhnout tloušťky až 1 metr. Borka mladých stromů je podélně brázditá, u starých stromů šupinovitá a téměř korkovitá. Letorosty jsou zprvu šedožlutě měkce chlupaté, později olysávající a šedohnědé, s hnědožlutými lenticelami, 1,5 až 2 mm tlusté. Listy připomínají kaštanovník, jsou proměnlivého tvaru, nejčastěji úzce vejčitě kopinaté, s 8 až 19 cm širokou a 2 až 6 cm širokou čepelí, na bázi zaokrouhlené až široce klínovité, na vrcholu dlouze zašpičatělé, na okraji s 10 až 20 páry osinkatých krátkých zubů. Listy jsou na líci leskle zelené, na rubu světlejší, v mládí chlupaté, později olysalé, případně chlupy vytrvávají podél žilnatiny na rubu listů. Žilnatina je tvořena 13 až 18 páry postranních žilek, které směřují do pilovitých zubů na okraji čepele přečnívají v podobě až 5 mm dlouhých osinek. Terciární žilky jsou na spodní straně listu patrné, tenké, víceméně rovnoběžné. Řapíky jsou 1 až 3, zřídka až 5 cm dlouhé, plstnaté a olysávající. Samčí květenství jsou prodloužená, 10 až 15 cm dlouhá, žlutavá, s plstnatým vřetenem. Květy jsou podepřeny vejčitě kopinatými pýřitými listenci, které jsou mnohem delší než okvětí. Samičí klasy jsou krátké, úžlabní. Žaludy dozrávají 2. rokem, jsou přisedlé, vejcovité až eliptické, 1,5 až 2 cm dlouhé a 1,7 až 2,2 cm široké, z 1/4 až 1/2 kryté polokulovitou číškou s šedavými šídlovitými šupinami.

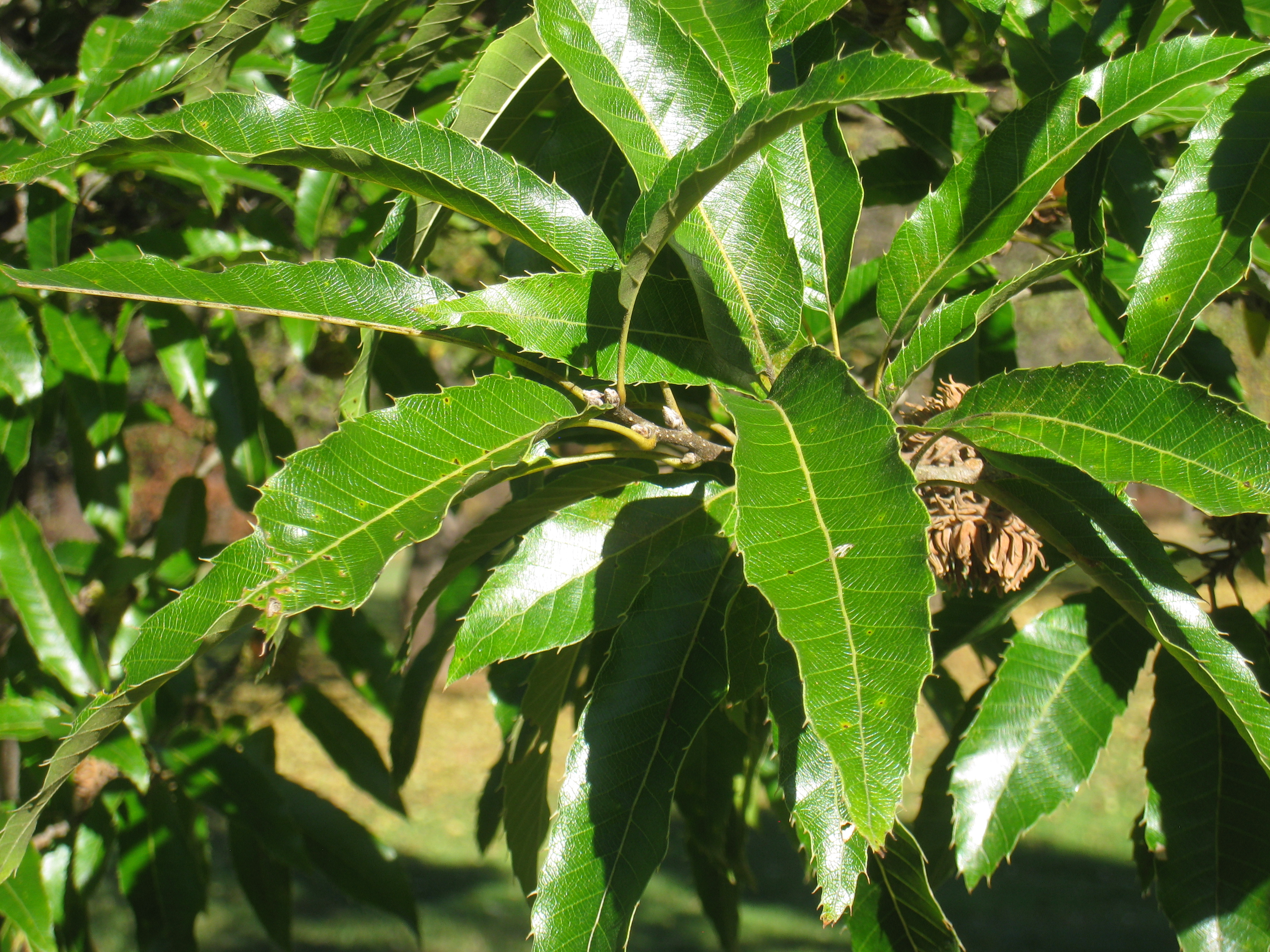
Listy dubu špičatolistého
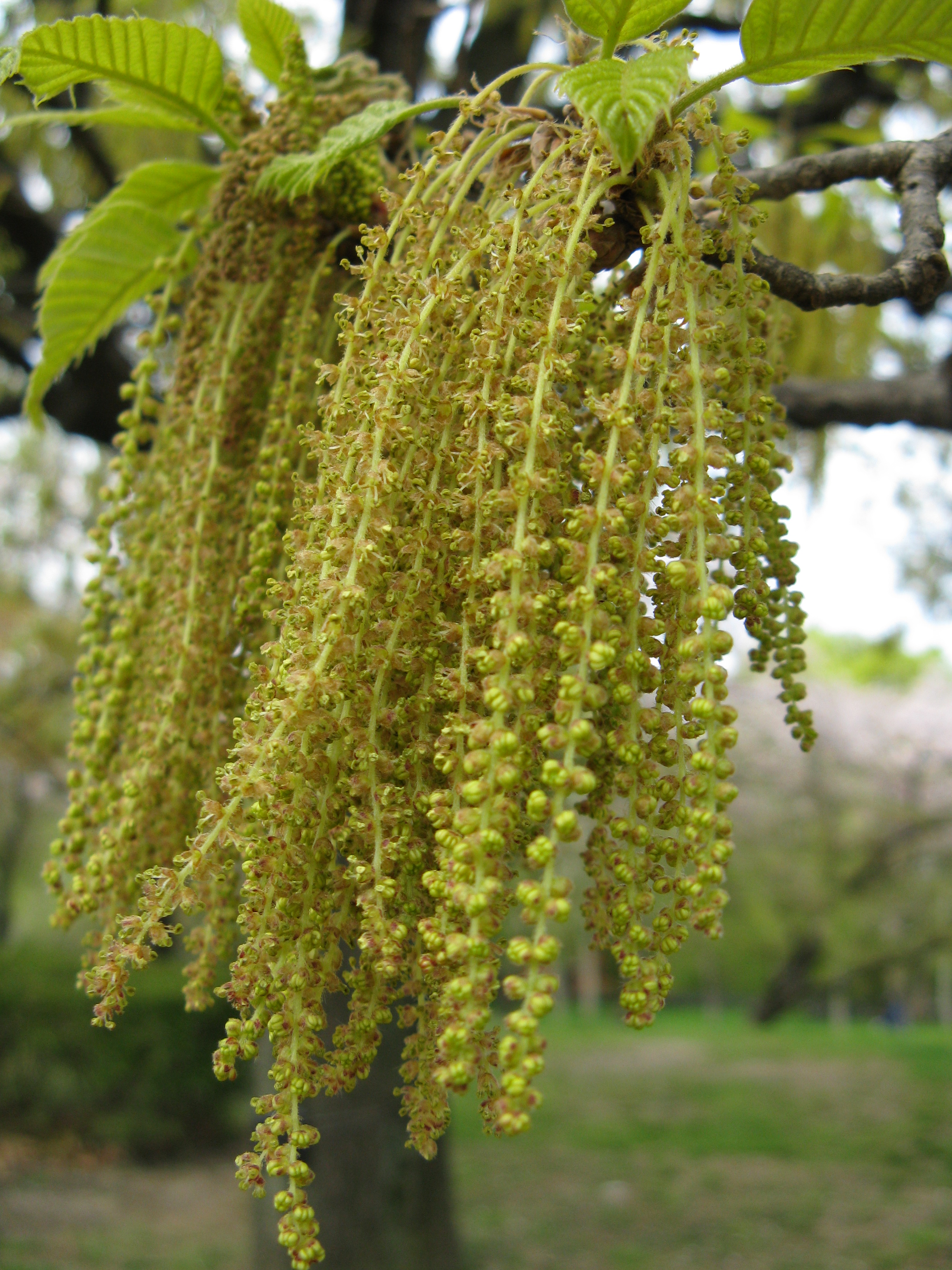
Samčí květenství dubu špičatolistého
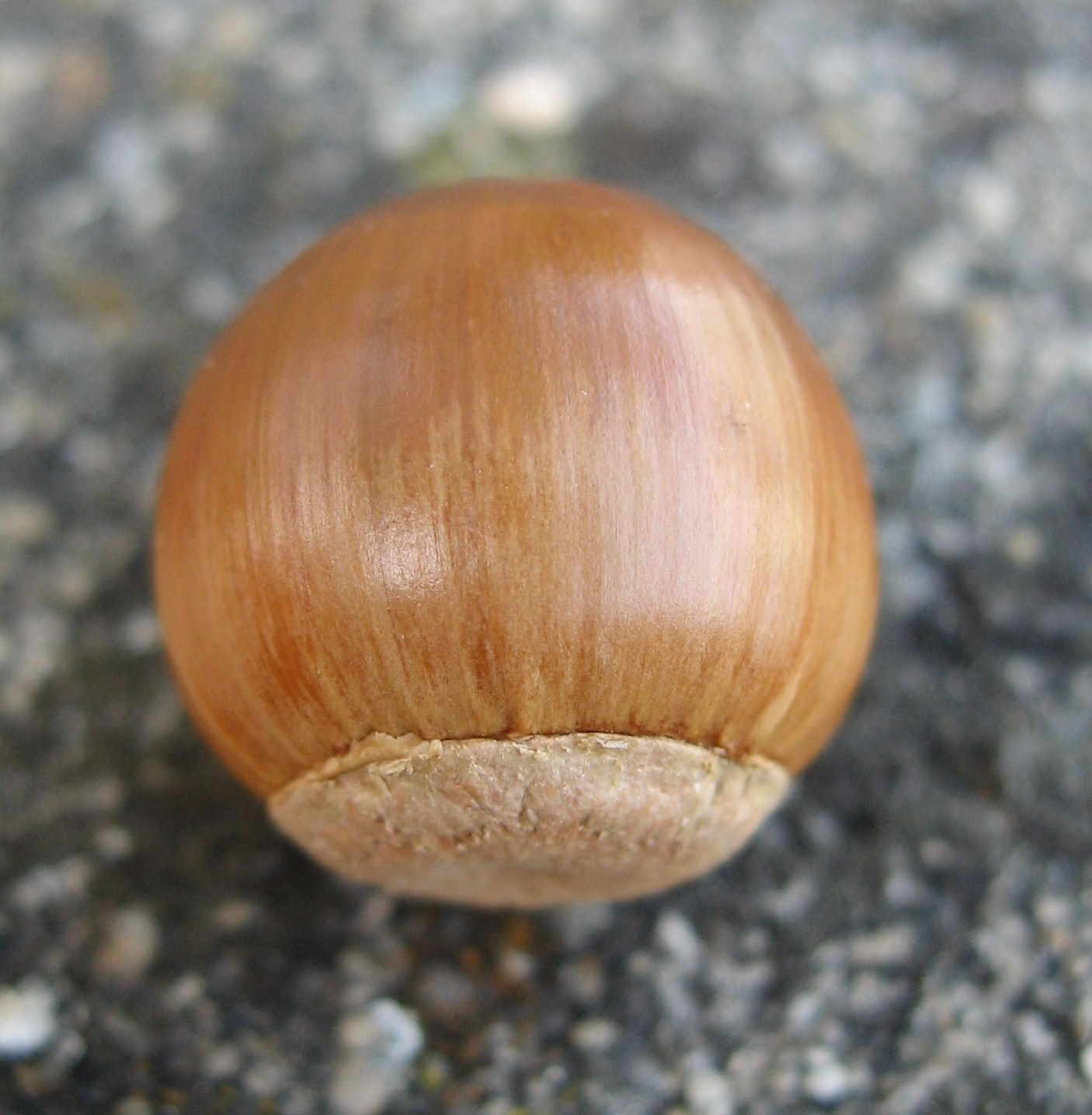
Žalud dubu špičatolistého
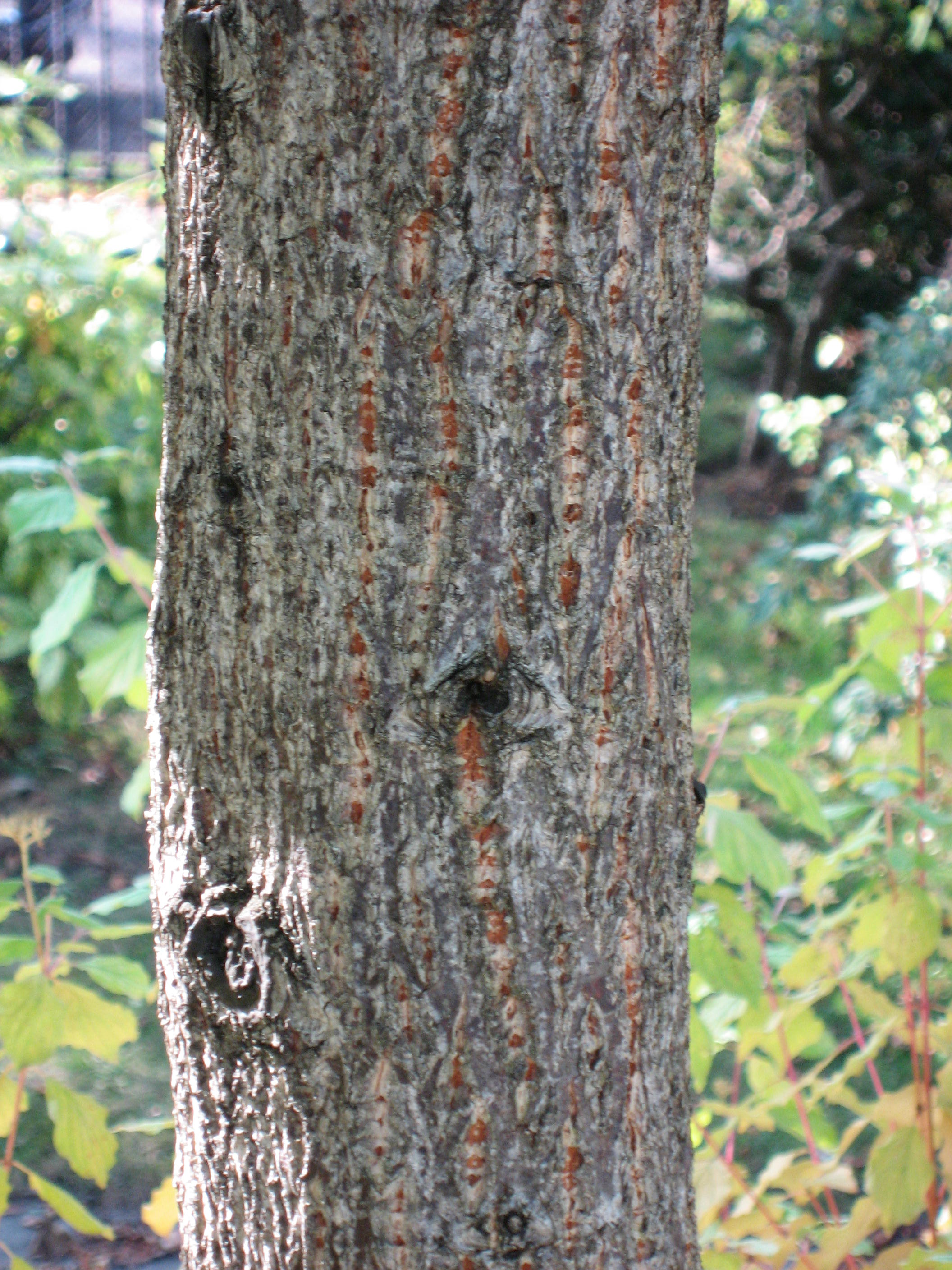
Borka dubu špičatolistého

## Rozšíření
Dub špičatolistý je rozšířen v Číně a Japonsku a v oblasti od Nepálu a severovýchodní Indie po severní Thajsko a Vietnam. Roste v opadavých lesích v nadmořských výškách 100 až 2200 metrů. Preferuje vlhčí a dobře odvodněné půdy bez vápníku, je však velmi přizpůsobivý. V mládí rychle roste.

## Význam
Dub špičatolistý je v Česku poměrně zřídka pěstován jako okrasná a parková dřevina. Je uváděn z Dendrologické zahrady v Průhonicích, z Průhonického parku a z Arboreta Kostelec nad Černými lesy. Do Evropy byl zaveden v roce 1862.